# اتمیان وسطی
اتمیان وسطی یکی از روستاهای استان آذربایجان شرقی است که در دهستان آلان برآغوش بخش مهربان شهرستان سرآب واقع شده‌است.